# Islas Orcadas (buque)
El Islas Orcadas fue un buque tanque de la empresa petrolera estatal argentina Yacimientos Petrolíferos Fiscales (YPF) activo desde 1951 hasta 1968.

## Construcción, características y final
La nave Islas Orcadas fue parte de una serie de tres buques tanques construidos en Suecia para YPF entre fines de los años cuarenta y principios de los cincuenta. Tuvo su puesta de quilla en 1948, su botadura en 1950 y fue entregado a la petrolera en 1951.
Tenía 18 000 t de desplazamiento, 157,4 m de eslora, 19,5 m de manga y 8,3 m de calado. Estaba propulsado por dos motores diésel que lo impulsaba a 16 nudos. Su capacidad de carga superaba los 1000 m³.
Este buque llegó a su fin en un incendio en el puerto de La Plata en 1968. Sucedió a causa de una explosión que provocó un incendio que lo destruyó completamente; y afectó igualmente a los Cutral Co y Fray Luis Beltrán. Todas las unidades causaron baja.